# ورخ-کامیشنکا
ورخ-کامیشنکا (به لاتین: Verkh-Kamyshenka) یک منطقهٔ مسکونی در روسیه است که در سرزمین آلتای واقع شده‌است.